# 베일 속의 키스
《베일 속의 키스》는 2002년 7월 19일에 MBC에서 방영한 베스트극장이다.

## 등장 인물

### 주요 인물
- 이일화 : 윤서 역
- 조은숙 : 소희 역
- 이기영 : 명훈 역 - 윤서의 남편

### 그 외 인물
- 손민경 : 미란 역 - 윤서의 친구
- 손종범 : 미란의 남편 역
- 변희봉
- 하덕성
- 임치오
- 최세환
- 한미진
- 이영미
- 최자혜
- 강진구 : 수민 역 - 윤서의 아들